# فيلهلم كورنر
فيلهلم كورنر (بالألمانية: Wilhelm Körner) (مواليد 20 أبريل 1839 – وفيات 29 مارس 1925) هو عالم كيمياء ألماني.
ولد فيلهلم كورنر سنة 1839 في مدينة كاسل الألمانية؛ ودرس الكيمياء في جامعة غيسن، والتي تخرج منها سنة 1860. ثم أصبح مساعداً للكيميائي أوغست كيكوله سنة 1866 في جامعة خنت. بعد ذلك انتقل إلى جامعة باليرمو ليضبح مساعداً للكيميائي ستانيسلاو كانيزارو حيث اشتغل بدراسة المركبات العطرية.
توفي في مدينة ميلانو الإيطالية سنة 1925.